# Spera
Spera este o comună din provincia Trento, regiunea Trentino-Alto Adige, Italia, cu o populație de 583 locuitori (2015) și o suprafață de 3,25 km².

## Demografie
Spera - evoluția demografică

|  | Graficele sunt indisponibile din cauza unor probleme tehnice. Mai multe informații se găsesc la Phabricator și la wiki-ul MediaWiki. |

Date: Recensăminte sau birourile de statistică - grafică realizată de Wikipedia